# Sha-có-pay
Sha-có-pay (que significa “el seis” en dakota) es un óleo sobre lienzo del pintor estadounidense George Catlin que retrata al jefe de la tribu de los Saulteaux.
El pintor realizó una serie de retratos de indígenas americanos que entonces habían tenido poco contacto con blancos, aparte exploradores y comerciantes. En el cuadro, realizado en un viaje al Fort Union Trading Post National Historic Site, se observa la vestimenta típica de las tribus de las grandes llanuras. Catlin escribió: 

"El jefe de esa parte de la tribu ojibwa que habita esas regiones del norte... es un hombre de gran tamaño; con dignidad de modales, y orgullo y vanidad, casi en proporción a su corpulencia. Se sentó para su retrato con un hermosísimo vestido, adornado con profusión de mechones de cuero cabelludo, que había arrebatado, en su juventud, de las cabezas de sus enemigos, y ahora luce como orgullosos trofeos y pruebas de lo que su brazo ha logrado en las batallas con sus enemigos. Su camisa de ante está bellamente bordada y pintada con curiosos jeroglíficos, la historia de sus batallas y las cartas de su vida."